# 菅原茂
菅原 茂（すがわら しげる、1947年〈昭和22年〉10月 - ）は、日本の指揮者、チューバ奏者。陸上自衛官。武蔵野音楽大学卒業（1974年）。

## 人物・来歴
北海道出身。北海道富良野高等学校卒業。
- 1966年（昭和41年）：陸上自衛隊入隊
- 1967年（昭和42年）：中央音楽隊に配属
- 1976年（昭和51年）：幹部任官
- 1977年（昭和52年）：第12音楽隊副隊長
- 1980年（昭和55年）：第7音楽隊長、東京藝術大学研修
- 1984年（昭和59年）：東部方面音楽隊副隊長
- 1986年（昭和61年）：中央音楽隊訓練班長
- 1989年（平成元年）：東北方面音楽隊長
- 1992年（平成4年）3月：東部方面音楽隊長（第11代）
- 1996年（平成8年）3月：中央音楽隊演奏科長
- 1999年（平成11年）：中央音楽隊企画科長
- 2003年（平成15年）：中央音楽隊副隊長
- 2005年（平成17年）4月1日：第12代中央音楽隊長
- 2007年（平成19年）10月：定年退官